# Dara-ye Rostam
Dara-ye Rostam, eller Darreh-ye Rostam, (persiska: دره رستم, "Rostamdalen") är en dal i Afghanistan. Den ligger i provinsen Bamiyan, i den centrala delen av landet, 210 kilometer väster om huvudstaden Kabul.